# ГЕС Сонга
ГЕС Сонга (Токке ІІІ) – гідроелектростанція на півдні Норвегії, за 140 км на північний схід від Ставангеру та за 170 км на захід від Осло. Знаходячись перед ГЕС Vinje, становить одну зі станцій верхнього ступеню (поряд з ГЕС Kjela) гідровузла, створеного в озерно-річковій системі, нижнім елементом якої є річка Skienselva (впадає в Frierfjorden, продовження Langesundsfjord, з’єднаного через протоку Langesund зі Скагерраком). 
Станція використовує ресурс із озера Songavatn, котре у гідрографічній мережі Skienselva є складовою головної артерії, на якій далі йдуть річка Сонга, озеро Тотак, річка Токке, озеро Бандак, річка  Straumen  та озеро Norsjo (з останнього і бере початок Skienselva). Сонгу при виході з Songavatn перекрили кам’яно-накидною греблею з моренним ядром висотою 42 метри та довжиною 1030 метрів, крім того ліворуч від неї для закриття сідловини звели греблю такого ж типу Trolldalsdammen, яка має висоту 47 метрів та довжину 385 метрів. Разом вони утримують водосховище з площею поверхні 25,3 км2 та об’ємом 660 млн м3, в якому припустиме коливання рівня поверхні між позначками 939 та 974 метри НРМ. 
Забір води із Songavatn відбувається біля обох гребель, між якими прокладений тунель довжиною 1,7 км та перетином 18 м2. Після Trolldalsdammen він переходить у головний дериваційний тунель довжиною 8,9 км та перетином 38 м2, котрий прямує у напрямку на південний схід через лівобережний гірський масив та отримує на своєму шляху поповнення з кількох струмків, які стікають до Сонги. Неподалік від північного завершення озера Тотак розташована підземна балансувальна камера, до якої зі східного напрямку підходить другий дериваційний тунель довжиною біля 10 км, котрий подає ресурс зі сховища Bitdalsvatnet, створеного в долині річки Біту, лівої притоки озера Тотак. Bitdalsvatnet має об’єм 110 млн м3 та припустиме коливання рівня поверхні в такому саме діапазоні, як і у Songavatn. На своєму шляху другий тунель захоплює ресурс з допоміжних водозаборів на двох менших лівих притоках озера Тотак, до однієї з яких прокладено тунель-відгалуження довжиною понад 4 км.
Через напірну шахту діаметром 3,4 метра ресурс подається у підземний машинний зал розмірами 50х20 метрів при висоті 30 метрів, доступ персоналу до якого провадиться через тунель довжиною 0,25 км з перетином 45 м2. Тут встановлена одна турбіна типу Френсіс потужністю 140 МВт, яка при напорі у 287 метрів забезпечує виробництво 575 млн кВт-год електроенергії на рік. 
Відпрацьована вода по відвідному тунелю довжиною 0,65 км з перетином 38 м2 відводиться до озера Тотак.
Видача продукції відбувається по ЛЕП, розрахованій на роботу під напругою 300 кВ.